# Pîrlița (raion d'Ungheni)
Pîrlița est une commune du Raion d'Ungheni en Moldavie.
La population était de 4 474 habitants en 2004.

## Histoire
Pendant la Seconde guerre mondiale une partie de l’IAP-55 se trouvait à Pîrlița sur la base aérienne avancée de l'aérodrome militaire de Bălți de Singureni.